# Clase Bora
La clase Bora, designación soviética Proyecto 1239, es una serie de corbetas aerotransportada de misiles guiados de la Armada rusa, también lleva el nombre de clase de la OTAN "Dergach", es uno de los pocos tipos de buque militar de efecto de superficie construido únicamente con fines de combate marítimo, en lugar de desembarco o transporte de tropas. El primer barco producido bajo esta designación fue el Sivuch, que más tarde pasó a llamarse Bora. Es uno de los vehículos marítimos de combate más grandes con diseño de catamarán.
El conjunto de armas que llevan los buques de guerra clase Bora varía dependiendo de cuál de las varias configuraciones está construido. Las especificaciones enumeradas son para las dos embarcaciones existentes.

## Historial de servicio
La clase Bora fue diseñada en 1988 principalmente para tareas de defensa costera y patrullaje contra embarcaciones de superficie, grandes y pequeñas. Se construyeron dos y se encuentran actualmente en servicio, ambos asignados a la Flota del Mar Negro. Se ha planeado una futura serie de aerodeslizadores basado en este modelo para producción futura.

## Unidades
- Bora: 1987-presente.[1] En servicio activo.
- Samum: 1992-presente. Remolcado por daños causados por un dron ucraniano 15/09/2023.[2]